# Det armenske folkedrab
Det armenske folkedrab (armensk: Հայոց Ցեղասպանություն, tyrkisk: Ermeni Soykırımı eller den armenske deportation, Armenien-massakrern(e) eller det armenske holocaust) refererer til den systematiske ødelæggelse af det armenske folk og dets identitet via arrestationer, konfiskation af armensk ejendom, massedeportation og folkedrab i det Osmanniske Rige fra 1915 til 1917.
Det anslås at begivenhederne førte til at mellem 300.000 og 1,5 millioner armeniere omkom. I Tyrkiet er det armenske folkedrab genstand for omfattende kontroverser og diskussioner, specielt mellem Tyrkiet og Armenien. 24 lande som Danmark, Frankrig, Argentina, Tyskland, Rusland og Armenien betegner hændelsen som folkedrab. I nogle af de 24 lande er det strafbart at hævde, at hændelsen ikke kan betegnes som folkedrab. For mange EU-lande er det en forudsætning for Tyrkiets optagelse i unionen, at landet anerkender betegnelsen folkedrab.
Tyrkiet benægter ikke begivenhederne, men nægter konsekvent at anerkende, at der var tale om folkedrab og mener desuden, at antallet af døde er overdrevet. Tyrkiet anslår, at 400.000 omkom, mens Armenien anslår at tallet var 1,5 million. Internationalt bliver det stort set accepteret, at ca. 1 million armeniere blev myrdet i denne periode og den tyrkiske uafhængighedskrig. Tyrkiet mener, at de deporterede armeniere døde som et resultat af sygdom, sult og intern etnisk strid i den enorme forvirring, som opstod i slutningen af 1. verdenskrig.
Den 23. april 2015 blev de dræbte armeniere helgenkåret af Karekin II, overhovedet for den armensk-ortodokse kirke.
Simultant skete også en forfølgelse af det græske mindretal under det græske folkedrab og det syriske mindretal under det syriske folkedrab.

## Situationen for armeniere iAnatolien
I 1914 blev det før 1. verdenskrig anslået, at der boede én til to millioner armeniere i Det osmanniske rige. De fleste af dem var armensk-apostoliske kristne med et mindretal af armenske katolikker og armenske protestanter. De fleste boede i det østlige Anatolien (Vestarmenien), men der boede også mange armeniere i den vestlige del af Det osmanniske rige, især i hovedstaden Istanbul.
Før 1900-tallet blev armenierne omtalt som "millet-i sadika" (loyal nation) af osmannerne. Dette betød, at de levede i harmoni med andre etniske grupper og ikke var i konflikt med den centrale regering. Men de kristne armeniere var underlagt den islamiske "dhimmi"-lov. Den gav dem færre juridiske rettigheder end deres muslimske medborgere, men også færre pligter. De slap blandt andet at for betale det velfærdsbidrag, som muslimer var pålagt. "Tanzimat"-grundloven fra midten af 1800-tallet gav dem flere rettigheder i lighed med andre minoriteter i Det osmanniske rige. Men sultan Abd-ul-Hamid 2. suspenderede grundloven tidligt i sin regeringstid og styrede nærmest enevældigt.
Den hændelse, som kan siges at være forløbet til folkemordet, er Den russisk-tyrkiske krig (1877-1878), som endte med russisk sejr. Men det er vanskeligt at fastslå, hvornår det, som osmannerne kaldte "det armenske problem", opstod. Ved krigens afslutning havde Rusland kontrol over store landområder med armensk bosættelse, og russerne hævdede, at de kæmpede for de kristne i Det osmanniske rige. Derfor fik de støtte fra en god del armeniere, som til gengæld fik våben af russerne. Rusland var Det osmanniske rige militært overlegent, og på baggrund af støtteerklæringen fra Rusland og den vaklende osmanniske regering gennem de næste 15 år begyndte mange armeniere at tro på, at de kunne danne en selvstændig stat.

## Før krigen
Et mindre armensk oprør i Bitlis-provinsen blev slået ned i 1894, men der kom flere armenske oprør. Der er rapporteret om armenske grupper, som angreb landsbyer og dræbte civile i det osmanniske rige for at danne en selvstændig armensk stat,
og mange af dem samarbejdede med både Rusland, England og Frankrig. Den 4. marts 1896 beskrev Williams fra det britiske konsulatet det:
"Dashnakere og hunchakere har terroriseret deres egne landsmænd, de har ophidset de muslimske folk med deres tyverier og tåbeligheder, og har lammet alle bestræbelserne på at gennemføre reformer; alle begivenheder, der er foregået i Anatolien, skyldes de forbrydelser, der er begået af de armenske revolutionære komiteer."
Armenske samfund over hele riget blev i de tre næste år mål for forskellige angreb. Der findes ikke bevis for, at det var regeringen, som stod bag, men den undlod at beskytte dem. Det anslås, at 80.000 - 300.000 armeniere blev dræbt fra 1894 til 1897.
Fem år før 1. verdenskrig tog "Ungtyrkerne" magten. Denne bevægelse opstod blandt hemmelige foreninger af progressive studenter og militærkadetter med forskellig etnisk baggrund. De kom til magten i Det osmanniske Rige ved en "fredelig" revolution i 1908. Sultan Abd-ul-Hamid 2. ville ikke sende sine styrker mod de revolutionære, selv om han stod stærkere, af frygt for at det svækkede rige kunne blive endnu mere svækket af en borgerkrig. Den gamle sultan Abd-ul-Hamid 2. blev fulgt af sin generte, ængstelige og tilbageholdne yngre broder Mehmet 5. Han havde praktisk talt ingen magt; den reelle magt lå hos ungtyrkerne Enver Pasja, Talat Pasja og Djemal Pasja. Til at begynde med støttede den armenske befolkning og enkelte armenske politiske partier Ungtyrkerne i håb om, at de ville forbedre deres situation, og nogle armeniere blev valgt ind i det nye osmanniske parlament.

## 1. verdenskrig
Første prioritet for Det osmanniske rige og krigsminister Enver Pasja var at genvinde de områder, som gik tabt i krigen mod Rusland næsten 40 år tidligere, og Det osmanniske rige allierede sig med centralmagterne under krigen. Til trods for, at Tyskland rådede Enver Pasja fra at angribe Rusland, gjorde han det få måneder efter, at krigen brød ud. Det er anslået, at den osmanniske hær bestod af 100.000-190.000 soldater, men de var meget dårligt udstyret især til den kommende vinter. Russerne havde 100.000 soldater stationeret i området. Rusland tabte stort på østfronten og flyttede næsten halvdelen af soldaterne fra den tyrkiske front dertil og efterlod omkring 60.000 soldater. I begyndelsen avancerede den osmanniske hær langt og nåede i slutningen af 1914 byen Sarikamis, som ligger omtrent 100 km fra den nuværende grænse mellem Armenien og Tyrkiet. Her tabte osmannerne slaget og mistede mellem 60.000 og 175.000 soldater. Tallene er usikre, men de tabte omtrent 70-80 % af deres styrker. De måtte trække sig langt tilbage og mistede store landområder.
Enver Pasja trak sig som øverstkommanderende for hæren og beskyldte armenierne for det katastrofale nederlag, da en del armenske oprørsgrupper havde angrebet tyrkiske forsyningsruter og gjort væbnet oprør mod osmanniske styrker i håb om at få selvstændighed. Armenske partier og guerillaer, som ønskede selvstændighed, havde eksisteret længe, og armenske grupper havde længe samarbejdet med Rusland, men dette førte til, at mange flygtede til de russisk-kontrollerede områder og lod sig hverve til den russiske hær og begyndte at kæmpe på russernes side mod det osmanniske rige.
Enver Pasja ønskede at løse det armenske problem og beordrede, at armeniere i den osmanniske hær skulle afvæbnes og gav ordre om deportation.

### Deporteringen
Den 25. maj 1915 beordrede indenrigsminister Talat Pasja deportering af hundredetusinder, muligvis over en million, etniske armeniere fra hele Østanatolien til Mesopotamien og til det, som senere blev Syrien. Mange armeniere drog til den syriske by Dayr az Zawr og ørkenen omkring. Under deporteringen døde mange armeniere af sult og kulde, og mange blev angrebet af kurdiske landevejsrøvere. Nogle blev også dræbt af hidsige tyrkiske soldater. Nogle af dem blev straffet af den tyrkiske regering for det, de havde gjort, men mange slap med milde straffe eller uden. Deportationerne blev en katastrofe, fordi det svækkede osmanniske rige ikke kunne give tilstrækkelig beskyttelse til armenierne, hvilket førte til at de foruden at omkomme af sult og kulde også blev angrebet og udplyndret og i mange tilfælde dræbt af bander.
Flere kilder hævder, at 25 større koncentrationslejre eksisterede og stod under kommando af Şükrü Kaya, en af Talat Pasjas nærmeste medarbejdere.
Lejrene:
- Dayr az-Zawr
- Ra's Al Gul
- Bonzanti
- Mamoura
- Intili
- Islahiye
- Radjo
- Katma
- Karlik
- Azaz
- Akhterim
- Mounboudji
- Bab
- Tefridje
- Lale
- Meskene
- Sebil
- Dipsi
- Abouharar
- Hamam
- Sebka
- Marat
- Souvar
- Hama
- Homs
- Kahdem

Det er hævdet, at majoriteten af disse lejre lå nær grænsen til Irak og Syrien, og nogle af dem skal have været midlertidige lejre. Andre blev kun brugt som massegrave som Radjo, Katma, og Azaz og blev lukket i efteråret 1915. Nogle historikere mener også, at Lale, Tefridje, Dipsi, Del-El og Ra's al-'Ain blev bygget specifikt for dem , man ikke forventede ville overleve mere end nogle få dage. De fleste af vagterne i lejrene var armenske. Det er påstået, at mange blev brændt, druknet, forgiftet og henrettet i disse lejre.
I byen Edessa (senere Şanlıurfa) gjorde den armenske befolkning oprør mod den osmanniske regering tidligt i 1916 og fik kontrol over byen. Osmanniske styrker angreb byen med artilleri, men kunne alligevel ikke erobre den. Friherre Colmar von der Goltz, som var den nærmeste tyske general, formåede at forhandle en aftale med armenerne om, at de skulle godtage at blive afvæbnet mod løfte om, at de ikke skulle deporteres. Det gik armenerne med på, men de blev alligevel deporteret.

### Deporteringens natur
Det er antaget, at mellem 400.000 og 1,5 millioner armeniere blev deporteret. Ordet "deportering" er tolket forskelligt: "omplacering", "landsforvisning" eller "etnisk udrensning". Mange historikere mener, at deportationerne var en massehenrettelsesmetode, da armenerne blev tvungne til at gå gennem ørkenen uden mad, vand eller beskyttelse mod kurdiske og tyrkiske kriminelle. Mange kurdere fra Østtyrkiet deltog i udførelsen af folkedrabet, men der var dog også tyrkere og kurdere, der hjalp armeniere med at skjule sig eller flygte.
Mange historikere mener, at det omstridte folkemord på armenerne begyndte efter krigserklæringen i oktober 1914. Andre mener, at det begyndte allerede i februar 1914 efter et osmannisk-tysk møde, hvor et forslag om at deportere alle osman-armeniere blev lagt frem. Donald Bluxham skriver, at armenske bosættelser nær rigets grænser blev plyndret af osmanniske styrker i sommeren 1914.
I 1914 vedtog den osmanniske regering en lov om at styrke krigsberedskabet. Den krævede, at alle mænd i alderen 18 til 45 enten måtte lade sig rekruttere til hæren eller betale gebyr for at slippe. Dette resulterede i, at de fleste armenske mænd meldte sig til tjeneste.

#### Oprøret i Van
Den 2. marts 1915 blev armenierne i Dörtyol evakueret af osmanniske magthavere. Russiske styrker nærmede sig Van-søen, og derfor beordrede den regionale leder henrettelse af fem armenske ledere, som havde samarbejdet med russerne. Det uløste en revolution i Van den 20. april. Den svækkede Det Osmanniske Rige yderligere. Det påstås, at guvernøren af Van, Jevdet, angreb byen under påskud af at hindre oprør. Det hævdes også, at Jevdet havde en plan om at dræbe alle mænd i Van. Russerne erobrede byen i maj 1915, men forlod den allerede i august, og osmannerne tog igen kontrol over byen. Så blev de igen fordrevne af russerne i september. Ved krigens slutning lå byen i ruiner.
Fire dage efter urolighederne i Van, den 24. april 1915, arresterede regeringen ifølge osmanniske kilder 2.345 armenske intellektuelle. Det antages, at de fleste af dem hurtigt blev henrettet. Grunden skulle være, at "Ungtyrkerne" ønskede at stoppe "Tashnak-bevægelsen", som var en militær-politisk organisation, som samarbejdede med russerne om en selvstændig armensk stat. Den 24. april er officiel helligdag i Armenien til minde om disse henrettelser.

### Teşkilat-ı Mahsusa og "Specialorganisationen"
Teşkilat-ı Mahsusa var en organisation oprettet af det osmanniske forsvarsdepartement for at bekæmpe arabisk separatisme og vestlig imperialisme. Dens formål var at bekæmpe undergravende virksomhed og samarbejde med ydre fjender. Formålet blev udvidet til at omfatte forfølgelse af armenere, som stod i ledtog med Rusland. De tidligste kilder, som omtaler organisationen, er fra 1903 og 1907. Den blev styrket i 1913 efter Balkankrigene. Lederen var forsvarsminister Enver Pasha, som rekrutterede mange dygtige officerer til en irregulær militær enhed, en "specialstyrke".
Desuden skal Ungtyrkernes ledelse İttihat ve Terakki Cemiyeti i juli 1914 have oprettet en halvoffentlig "specialorganisation", som skulle gennemføre deportation af armenierne. Den skulle være en "stat i staten" og stå frit til at handle uden direkte ordrer.
Senere i 1914 løslod den osmanniske regering flere kriminelle for at bemande denne organisation. Ifølge Mazhar-kommissionen blev 124 kriminelle løsladt fra Pimian-fængslet, og mange fulgte: nogen måneder senere blev 49 kriminelle løsladte i Ankara. Lidt efter lidt blev flere og flere løsladt, og i begyndelsen af 1915 var tusindvis af fanger løsladt for at blive medlemmer i denne organisation. Senere blev de sat til at eskortere konvojerne af deporterede armeniere. Vehib, øverstkommanderende for den osmanniske hær, kaldte dem for "slagtere af den menneskelige race".
Organisationen blev ledet af centralkomiteens medlemmer doktor Nazim, Behaeddin Sakir, Atif Riza og direktøren for offentlig sikkerhed, Aziz Bey. Hovedkvarteret for Behaeddin Sakir var i Erzurum, og derfra ledede de styrkerne i øst. Aziz, Atif og Nazim Bey havde deres hovedkvarter i Istanbul, og deres afgørelser blev godkendt og iværksat af Cevat Bey, militærguvernøren i Istanbul.
Ifølge samme kommissionen og anden dokumentation blev de kriminelle bevidst udvalgt til formålet. De måtte være nærmest umenneskelige for at komme med i den specielle organisation. Mazhar-kommissionen opgav som dokumentation under krigsretten lister over nogle af de kriminelle. En af listerne viser, at 50 af dem var fængslet for mord. Denne udvælgelsesproces viser efter manges mening, at den osmanniske regering planlagde et folkemord på den armenske befolkning.

### Døde armeniere 1914 - 1923
Det er ingen klare tal på, hvor mange armeniere, som døde under denne periode. Tallene varierer fra 250.000 til 1,5 millioner mennesker. Det er også strid om, hvor mange armeniere, der var i Tyrkiet i denne periode. Nogle mener mellem 1,5 millioner og 2 millioner armeniere. Osmannisk statistik viser, at der boede omkring 1,2 mio. armeniere inden for rigets grænser.
Skønnet på omkring 2 millioner dræbte virker derfor urealistisk. I diskussionen bliver dræbte på den tyrkiske side heller ikke nævnt. Kilder nævner omkring 500.000 dræbte tyrkere i samme periode. Omkring 523.000 tyrkiske muslimer blev dræbte af armenske organisationer, som ønskede at oprette en armensk stat, hovedsagelig i områder, som kom under armensk kontrol ved hjælp af russiske invasionsstyrker. Der er derfor tvivl om, om hævnlysten tog overhånd og det gik ud over civile, og at det ikke var en del af de politisk styrede hændelser.

## Skandinavisk mission og diplomati
Sverige havde permanente repræsentanter i det Osmanniske Rige. De fulgte nøje sagernes udvikling og rapporterede jævnligt herom. Landets ambassade i Konstantinopel blev ledet af ambassadør Cossva Anckarsvärd med M. Ahlgren som gesandt og kaptajn Einar af Wirsén som militærattaché. 7. juli 1915 sendte Anckarvärd en to siders rapport om det armenske folkedrab til Stockholm. Rapporten begyndte som følger:
| Citat              | Forfølgelsen af armenierne har nået hårrejsende højder og peger alle i retning af det faktum, at Ungtyrkerne ønsker at benytte sig af muligheden, idet der af forskellige årsager ikke er noget effektivt pres udefra, der kan frygtes; at en gang for alle få afsluttet det armenske problem. Midlerne hertil er ganske simple og går ud på at udrydde det armenske folk. | Citat |
| Cossva Anckarsvärd | |       |

Den 9. august samme år sendte Anckarsvärd en rapport, der bekræftede hans mistanke om den tyrkiske regerings planer: "Det er tydeligt, at tyrkerne benytter sig af muligheden, her under krigen, at udslette det armenske folk, således at når krigen er slut, eksisterer det armenske problem ikke længere."
Idet han reflekterede over situationen i Tyrkiet mod slutningen af krigen, præsenterede gesandt Ahlgren en analyse af den herskende situation i Tyrkiet og de strenge tider, der havde ramt befolkningen. I en forklaring af de stigende leveomkostninger fandt han en række årsager: "forhindringer for indenrigshandel, den næsten totalt paralyserede internationale handel og endelig det voldsomme fald i arbejdskraft, som dels skyldes mobilisering, dels udryddelsen af den armenske race."
Wirsén afsatte i sine erindringer om sin mission på Balkan og i Tyrkiet, Minnen från fred och krig (Erindringer fra fred og krig) et helt kapitel med titlen "Mordet på en nation" til folkemordet på armenierne. I en kommentar til den fortolkning, at deportationerne skyldtes det påståede samarbejde af armenierne med russerne, skrev Wirsen, at deportationerne ikke var andet end et dække for deres udslettelse: "Officielt havde disse til formål at flytte hele den armenske befolkning til steppeområderne i det nordlige Mesopotamien og Syrien, men i realiteten var formålet at udrydde armenierne, hvorved det rene tyrkiske element i Lilleasien ville få en dominerende plads." Han konkluderede: "Udryddelsen af det armenske folk i Lilleasien må oprøre alle menneskelige følelser ... Måden, hvorpå det armenske problem blev løst, var hårrejsende. Jeg kan stadig se for mig Talaats kyniske udtryk, da han understregede, at det armenske spørgsmål var løst."
Den norske missionær Bodil Biørn drev i byen Mezereh (nu Elazığ) og senere i Muş et børnehjem sammen med svenskeren Alma Johansson, hvor de arbejdede for enker og forældreløse børn. Børn var vidne til massakrerne i Mush og så de fleste af de børn, der var i hendes varetægt, blive myrdet sammen med armenske præster, lærere og hjælpere. Hun undslap efter ni dages ridt, men blev i området i to år og under stadigt vanskeligere betingelser. Efter en periode hjemme i Norge vendte hun tilbage til Armenien og arbejdede for armenske flygtninge i Syrien og Libanon til sin pensionering i 1932. Biørn var en habil fotograf. Mange af hendes fotografier er nu i Norges Riksarkiv. Sammen med de kommentarer, hun skrev i sit fotoalbum eller på billedernes bagsider, bærer disse billeder et stærkt vidnesbyrd om de uhyrligheder, hun overværede.
Den danske missionær Maria Jacobsen, der arbejdede i Harput, skrev om sine oplevelser i sin dagbog med titlen Maria Jacobsen – dagbog fra det armenske folkedrab, som ifølge folkedrabsforskeren Ara Safarian er en "dokumentation af største betydning" for forskningen i det armenske folkedrab. Jacobsen blev senere kendt for at have reddet tusinder af armeniere på forskellig måde i tiden efter folkemordet. Hun skrev: "det (er) ganske tydelig at Meningen med deres Afsendelse er det Armeniske Folks Udryddelse." En anden dansk missionær Aage Meyer Benedictsen skrev om massakrerne, at det var "en rystende forbrydelse, muligvis den største i verdenshistorien: Forsøget, planlagt og udført med koldt blod på at myrde et helt folk, armenierne, under verdenskrigen." Den danske professor i filologi Johannes Østrup ved Københavns Universitet mødte flere ungtyrkiske ledere og politikere i tiden op til verdenskrigen. I sine erindringer mindes Østrup sit møde med Talat Pasha i efteråret 1910, hvor Talat åbent talte om sine planer om at "udrydde" armenierne. Den danske lærer Karen Jeppe arbejdede med nødhjælp i Urfa og hjalp flere armeniere med at skjule sig, ligesom hun senere som kommissær for Folkenes Forbund ydede nødhjælp i Aleppo for armenske flygtninge og arbejdede på at befri fangne armeniere, der var gjort til slaver.

## Udstilling og skulptur i Danmark
Kontroversen om det armenske folkedrab dukkede op i dansk sammenhæng i december 2012. Grunden var, at det Kongelige Bibliotek sammen med den armenske ambassade havde arrangeret udstillingen “Det armenske folkedrab og den skandinaviske reaktion” (“The Armenian Genocide and Scandinavian Response”), som den tyrkiske ambassade i København gjorde indsigelse imod. Det Kongelige Bibliotek har tilbudt den tyrkiske ambassade på visse betingelser at kunne foranstalte en ”paralleludstilling” på et senere tidspunkt. Det vides ikke, om udstillingen kan realiseres, ligesom titel og dato for udstillingen ikke er fastlagt. . Set fra Det Kongelige Biblioteks synspunkt er den planlagte udstilling opgivet, da biblioteket endnu ikke har hørt videre i sagen. 
I forbindelse med 100-årsmindedagen blev det annonceret, at der skulle opstilles en skulptur på 9 m med navnet The Dream (Danish Remembrance Armenian Empathy Messenger) i ti dage fra den 23. maj 2015 på Kultorvet i København. Beslutningen blev kritiseret af den tyrkiske ambassade, som i en mail til Politiken kaldte det "moralsk uholdbart og juridisk ubegrundet" at benytte ordet folkedrab om begivenheden. Den daværende regering under Helle Thorning-Schmidt anerkendte ikke officielt betegnelsen folkedrab.